# منطقه تاریخی خرده فروشی لوپ
منطقه تاریخی خرده فروشی لوپ یک منطقه خرید در منطقه شیکاگو لوپ در شهرستان کوک، ایلینوی، ایالات متحده است. از شمال به خیابان لیک، از جنوب به خیابان آیدا بی. ولز، از غرب به خیابان ایالتی و از شرق به خیابان واباش محدود می‌شود. این منطقه دارای بالاترین تراکم مکان‌های تاریخی ملی، ثبت ملی مکان‌های تاریخی و ساختمان‌های تعیین‌شده شاخص شیکاگو در شیکاگو است.  این مکان میزبان چندین ساختمان تاریخی از جمله مکان‌های گل سرسبد فروشگاه‌های بزرگ مارشال فیلد و ساختمان شرکت (اکنون میسی در خیابان استیت)، و سالیوان سنتر (ساختمان سابق کارسون، پیری، اسکات و شرکا) است. در تاریخ ۲۷ نوامبر ۱۹۹۸ به فهرست آثار ملی اضافه شد   این شامل ۷۴ ساختمان و سازه کمک کننده، از جمله ۱۳ مکان تاریخی ثبت شده جداگانه و ۲۲ ساختمان غیرمشارکتی است. ساختمان‌های مهم دیگر در این منطقه عبارتند از: برج جافری، تئاتر شیکاگو، پالمر هاوس هیلتون، و ساختمان برادران پیج . همچنین میزبان کالج بازرگانی دانشگاه دوپال است که شامل دانشکده کسب و کار تحصیلات تکمیلی کلستاد و کالج رابرت موریس است.
این منطقه بیشتر با ساختمان‌های فروشگاه‌های بزرگ مرتبط است. در دوران اوج خود، این منطقه میزبان هفت فروشگاه بزرگ بود که امروزه شش ساختمان از آنها باقی مانده است. که ساختمان فوق‌الذکر مارشال فیلد و شرکای ساختمانی و کارسون، پیری، اسکات و همچنین ساختمان‌های شرکت ثبت ملی مکان‌های تاریخی فروشگاه ای. ام. روتشیلد و شرکا (تصویر) در پلاک ۳۳۳ خیابان استیت جنوبی را شامل می‌شود.

## تاریخ

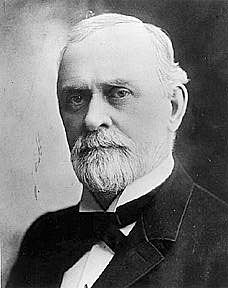
پاتر پالمر

دوره اهمیت تاریخی منطقه ۱۸۷۲ – ۱۹۴۹ بود در اواخر دهه ۱۸۶۰، پاتر پالمر با ساختن هتل پالمر هاوس خود در خیابان استیت در سال ۱۸۷۰، خیابان استیت را بهبود بخشید او همچنین مارشال فیلد و لوی لیتر را متقاعد کرده بود که فروشگاه فیلد، لیتر و شرکا را در سال ۱۸۶۸ به خیابان ایالتی منتقل کنند مرکز خرده‌فروشی شیکاگو خیابان استیت (که توسط مارشال فیلد لنگر راه انداخته شد) در مرکز شهر لوپ پس از آتش‌سوزی بزرگ شیکاگو در سال ۱۸۷۱ بود  ترابری عمومی راحت مانند تراموا و قطارهای مرتفع ، یک راهرو خرده فروشی را در امتداد خیابان ایالتی از خیابان لیک تا خیابان ون بورن پشتیبانی می‌کرد. خیابان ایالتی در طول دهه ۱۹۰۰ به یک مقصد خرید تبدیل شد و در آهنگ شیکاگو (آن شهر تادلین) فرانک سیناترا به آن اشاره شده است، جایی که فرانک از آن به «خیابان استیت، آن خیابان بزرگ» یاد می‌کند. در یک زمان هفت فروشگاه بزرگ در خیابان استیت قرار داشتند: بنسون و ریکسون، کارولز، چارلز ای. استیونز و برادران ماندل (علاوه بر مارشال فیلد و کارسون، پیری اسکات). 
با این حال شیکاگو در دهه ۱۹۲۰ تکامل یافت، حومه‌های رفت و آمد شروع به داشتن مناطق خرده‌فروشی قابل توجهی کردند. پس از سال ۱۹۵۰، توسعه حومه شهر نقش اهمیت روزانه لوپ را برای بسیاری از ساکنان شیکاگو کاهش داد زیرا خرده فروشی در مرکز شهر کاهش یافت. با این حال، مایل باشکوه یک منطقه خرید لوکس را نزدیک به منطقه تجاری مرکزی نگه داشت. 
در سال ۱۹۷۹، جین برن، شهردار شیکاگو، بخش مرکزی شهر را به یک مرکز خرید پیاده تبدیل کرد که فقط تردد اتوبوس مجاز بود. شهردار ریچارد ام. دیلی بر پروژه احیای خیابان ایالتی نظارت کرد و در ۱۵ نوامبر ۱۹۹۶، خیابان دوباره به روی ترافیک باز شد. علاوه بر این، خط قرمز اداره حمل‌ونقل شیکاگو به خیابان استیت خدمات می‌دهد و قطارهای مرتفع شیکاگو 'L' به خیابان‌های واباش و لیک در این منطقه خدمات می‌دهند. احیای فعلی به ترکیبی از ساکنان دانشجو و سایر ساکنان جدید با فضاهای مسکونی جدید در دسترس است. 

## یادداشت
1. 1 2 3 4 5  Raymond Terry Tatum (June 1, 1998). "National Register of Historic Places Registration: Loop Retail Historic District". National Park Service. {{cite journal}}: Cite journal requires |journal= (help)[پیوند مرده] (includes map of district)
2. ↑  Illinois SP Loop Retail Historic District. File Unit: National Register of Historic Places and National Historic Landmarks Program Records: Illinois, 1964 - 2013.[پیوند مرده]
3. ↑  سازمان پارک‌های ملی (۲۰۰۷-۰۱-۲۳). "National Register Information System". National Register of Historic Places. National Park Service.
4. ↑  "Palmer House". The Electronic Encyclopedia of Chicago. Chicago Historical Society. 2005. Retrieved March 2, 2008.
5. ↑  "Marshall Field and Company". Jazz Age Chicago. Scott A. Newman. May 11, 2006. Archived from the original on September 27, 2011. Retrieved March 2, 2008.
6. 1 2 3 4  "Shopping Districts and Malls". The Electronic Encyclopedia of Chicago. Chicago Historical Society. 2005. Retrieved March 2, 2008.
7. ↑  Sanders, Steve (April 3, 2007). "State Street: That Great Street?". Tribune Interactive. Archived from the original on February 18, 2008. Retrieved March 2, 2008.
8. ↑  "The Loop". The Electronic Encyclopedia of Chicago. Chicago Historical Society. 2005. Retrieved March 2, 2008.
9. ↑  "Downtown Chicago". Chicago Transit Authority. Archived from the original on October 11, 2007. Retrieved March 2, 2008.
10. ↑  Diesenhouse, Susan (September 27, 2006). "State Street a Great Street for Retail Real Estate Surge". Chicago Tibune. Chicago Loop Alliance. Archived from the original on March 12, 2008. Retrieved March 2, 2008.